# Stilpon (släkte)
Stilpon är ett släkte av tvåvingar. Stilpon ingår i familjen puckeldansflugor.

## Dottertaxa tillStilpon, i alfabetisk ordning[1][2]
- Stilpon angkorensis
- Stilpon appendiculatus
- Stilpon campestris
- Stilpon chillcotti
- Stilpon corsicanus
- Stilpon crassinervis
- Stilpon ctenistes
- Stilpon curvipes
- Stilpon delamarei
- Stilpon divergens
- Stilpon friedbergi
- Stilpon goesi
- Stilpon graminum
- Stilpon gussakovskii
- Stilpon intermedius
- Stilpon isaanensis
- Stilpon khorngkeun
- Stilpon laawae
- Stilpon lek
- Stilpon lekkwar
- Stilpon leleupi
- Stilpon limitaris
- Stilpon lomaense
- Stilpon lunatus
- Stilpon machadoi
- Stilpon malayensis
- Stilpon monospinatus
- Stilpon nanlingensis
- Stilpon nhamdam
- Stilpon nhamyaaw
- Stilpon nubilus
- Stilpon obscuripes
- Stilpon paludosus
- Stilpon paradoxus
- Stilpon pauciseta
- Stilpon pectiniger
- Stilpon pilomus
- Stilpon praelusio
- Stilpon seeluang
- Stilpon spinicercus
- Stilpon spinipes
- Stilpon sublunatus
- Stilpon subnubilus
- Stilpon taksin
- Stilpon tribulosus
- Stilpon trilobatus
- Stilpon tyconyx
- Stilpon varipes
- Stilpon wirthi
- Stilpon vockerothi
- Stilpon yai